# Монако, Келли
Келли Монако (англ. Kelly Monaco; род. 1976) — американская телевизионная актриса

 и фотомодель.

## Биография
Родилась в Филадельфии, штат Пенсильвания, в детстве посещала католическую школу. В юности переехала в Лос-Анджелес, мечтая стать актрисой. Во время учёбы в колледже увлекалась различными видами спорта, работала спасателем на пляже. С 1997 года она играла в сериале «Спасатели Малибу». В 1999 году получила главную роль в дневном мыле «Порт Чарльз». Позднее сыграла несколько ролей в телесериалах и ролей второго плана в кино. Монако дважды была номинирована на Дневную премию «Эмми» за роли в мыльных операх «Порт Чарльз» (2003) и «Главный госпиталь» (2006).
С 1997 года фотографии Монако публикуются в журнале Playboy, она также появлялась на обложке журналов FHM и Maxim. Участница танцевального реалити-шоу Dancing with the Stars (2005).

## Фильмография

### Телевидение
- 1997—1998 — Спасатели Малибу / Baywatch
- 1999 — Late Last Night
- 1999—2003 — Порт Чарльз
- 2000 — The Man Show
- 2000 — Hard Copy / Late Last Night
- 2001 — Спин Сити / Spin City
- 2003 — н. в. — Главный госпиталь / General Hospital
- 2007 — Football Wives

### Кино
- 1998 — Бейскетбол / BASEketball (в титрах не указана)
- 1999 — Добро пожаловать в Голливуд / Welcome to Hollywood
- 1999 — Рука-убийца / Tiffany
- 1999 — Доктор Мамфорд / Mumford